# Cellini (äpple)

Cellini (litografi av målning av Henriette Sjöberg (1842–1915)).

Cellini är en äppelsort som sägs ha sitt ursprung runt 1828,  i Vauxhall, London, England. Äpplet är mestadels rött och köttet är grönvitt. Cellini plockas i början av oktober. Blomningen är medeltidig. Cellini pollineras av bland annat Charlamovsky, Cox Pomona, Maglemer, Oranie, Transparente Blanche och Wealthy. Cellini odlas gynnsammast i zon III-IV.